# Claudia Knack
Claudia Knack (21 giugno 1988) è una pentatleta tedesca.

## Palmarès
In carriera ha conseguito i seguenti risultati:
- Mondiali:

Londra 2009: oro nel pentathlon moderno a squadre.
- Europei:

Drzonów 2013: bronzo nella staffetta.